# Ergasilus hypophthalmi
Ergasilus hypophthalmi is een eenoogkreeftjessoort uit de familie van de Ergasilidae. De wetenschappelijke naam van de soort is voor het eerst geldig gepubliceerd in 1993 door Boeger, Martins & Thatcher.